# Gran disdiaquis dodecaedro
En geometría, el gran disdiaquis dodecaedro es un poliedro no convexo isoedral. Es el dual del gran cuboctaedro truncado, un poliedro uniforme estrellado. Tiene 48 caras triangulares.

## Proporciones

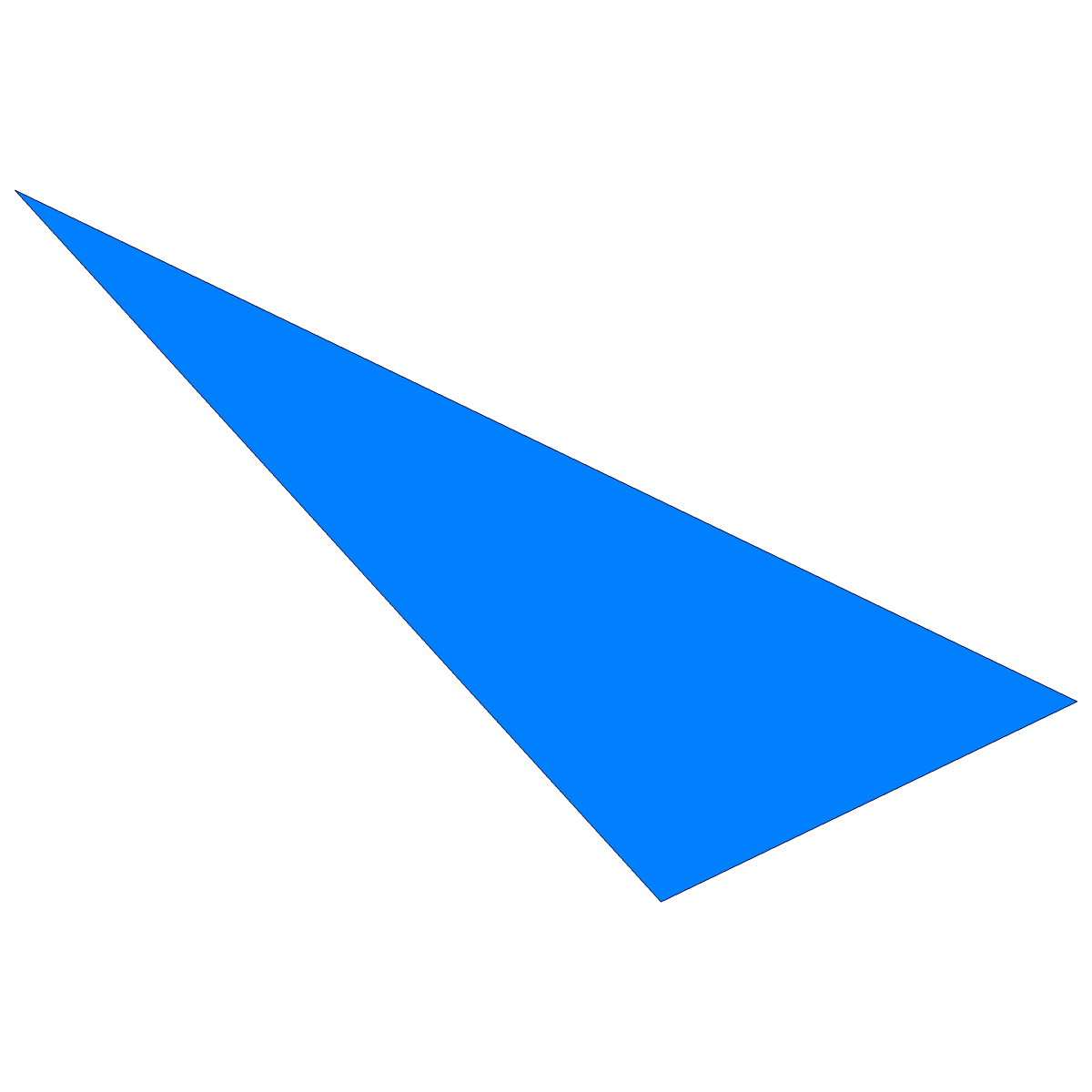
Forma de las caras

Los triángulos tienen un ángulo de {\displaystyle \arccos({\frac {3}{4}}+{\frac {1}{8}}{\sqrt {2}})\approx 22.062\,191\,157\,54^{\circ }}, uno de {\displaystyle \arccos(-{\frac {1}{6}}-{\frac {1}{12}}{\sqrt {2}})\approx 106.530\,027\,150\,22^{\circ }} y uno de {\displaystyle \arccos(-{\frac {1}{12}}+{\frac {1}{2}}{\sqrt {2}})\approx 51.407\,781\,692\,24^{\circ }}. Su ángulo diedro es igual a {\displaystyle \arccos({\frac {-71+12{\sqrt {2}}}{97}})\approx 123.848\,891\,579\,44^{\circ }}.

## Poliedros relacionados
El gran disdiaquis dodecaedro es topológicamente idéntico al hexaquisoctaedro convexo, un sólido de Catalan que es dual al cuboctaedro truncado.